# Foxwarren (Manitoba)
Pour les articles homonymes, voir Foxwarren.
Foxwarren est une communauté du Manitoba dans la municipalité de Prairie View (en). La ville est localisée le long de l'autoroute Autoroute 16.
La première mention de la communauté sur une carte remonte à 1888 sous le nom de Fox Warren. Un bureau de poste s'établit en 1889.

## Personnalités
- Ron Low, joueur et entraineur de hockey professionnel de la Ligue nationale de hockey, a vécu à Foxwarren
- Pat Falloon, joueur de hockey professionnel de la LNH
- Mark Wotton, joueur de hockey professionnel de la LNH

## Référence
- (en) Cet article est partiellement ou en totalité issu de l’article de Wikipédia en anglais intitulé « Foxwarren, Manitoba » (voir la liste des auteurs).

1. ↑  (en) « Gazette du Manitoba » [PDF], sur Gouvernement du Manitoba, 21 février 2015 (consulté le 18 août 2016), p. 68